# Zoltán Tóbiás
Zoltán József Tóbiás (Budapest, 6 maggio 1886 – Manhattan, 16 agosto 1950) è stato un nuotatore ungherese.

## Carriera
Partecipò alle gare di nuoto dei Olimpiadi estive di Atene del 1906, gareggiando solo nella gara dei 400m stile libero, ritirandosi in finale.